# Мержвинський Віктор Володимирович
Ві́ктор Володи́мирович Мержви́нський — кандидат філологічних наук, головний редактор газети «Кримська світлиця» (2016-2019), військовик Збройних сил України.

## Життєпис
Народився на Житомирщині. 2001 року закінчив філологічний факультет Таврійського національного університету ім. В. І. Вернадського. З 2004-го — викладач кафедри теорії та історії української літератури в цьому ж університеті.
2005 року захистив кандидатську роботу «Драматургія Лесі Українки: поетика власних назв».
З 2006-го — доцент кафедри теорії та історії української літератури Таврійського національного університету імені В. І. Вернадського, від 2007-го — доцент кафедри мовної підготовки Кримського юридичного інституту, де 2008 року став завідувачем кафедри мовної підготовки.
2006-го вийшла друком збірка, укладена В. Мержвинським, «Зійди весь світ, а такого не почуєш: українські народні прислів'я, приказки, тости, каламбури».
Протягом вересня 2011 — липня 2014 року — доцент кафедри філології Кримського республіканського інституту післядипломної педагогічної освіти.
Квітнем 2015 року мобілізований до лав ЗСУ, служив на території Луганської області. Учасник АТО (2015-2016).
2016 року виграв конкурс та з липня очолив відновлену у м. Києві газету «Кримська світлиця».
Підготував 27 публікацій, з них 23 наукового та 4 навчально-методичного характеру. 11 наукових статей опубліковано в фахових українських виданнях.